# Lutayan, Sultan Kudarat
Lutayan là một đô thị hạng 3 ở tỉnh Sultan Kudarat, Philippines. Theo điều tra dân số năm 2000, đô thị này có dân số 40.881 người trong 7.110 hộ.

## Các đơn vị hành chính
Lutayan được chia thành 11 barangay.
- Antong
- Bayasong
- Blingkong
- Lutayan Proper
- Maindang
- Mamali
- Manili
- Palavilla
- Sampao
- Sisiman
- Tamnag (Pob.)